# TDP-4-okso-6-dezoksi-alfa-D-glukoza-3,4-oksoizomeraza (formira dTDP-3-dehidro-6-dezoksi-alfa-D-galaktopiranoza)
TDP-4-okso-6-dezoksi-alfa--glukoza-3,4-oksoizomeraza (formira dTDP-3-dehidro-6-dezoksi-alfa--galaktopiranoza) (EC 5.3.2.3, dTDP-6-dezoksi-heks-4-uloza izomeraza, TDP-6-dezoksi-heks-4-uloza izomeraza, FdtA) je enzim sa sistematskim imenom dTDP-4-dehidro-6-dezoksi-alfa--glukopiranoza:dTDP-3-dehidro-6-dezoksi-alfa--galaktopiranoza izomeraza. Ovaj enzim katalizuje sledeću hemijsku reakciju
dTDP-4-dehidro-6-dezoksi-alfa--glukopiranoza {\displaystyle \rightleftharpoons } dTDP-3-dehidro-6-dezoksi-alfa--galaktopiranoza
Ovaj enzim učestvuje u biosintezi dTDP-3-acetamido-3,6-didezoksi-alfa--galaktoze.

## Literatura
- Nicholas C. Price; Lewis Stevens (1999). Fundamentals of Enzymology: The Cell and Molecular Biology of Catalytic Proteins (Third изд.). USA: Oxford University Press. ISBN 019850229X.
- Eric J. Toone (2006). Advances in Enzymology and Related Areas of Molecular Biology, Protein Evolution (Volume 75 изд.). Wiley-Interscience. ISBN 0471205036.
- Branden C; Tooze J. Introduction to Protein Structure. New York, NY: Garland Publishing. ISBN 0-8153-2305-0.
- Irwin H. Segel. Enzyme Kinetics: Behavior and Analysis of Rapid Equilibrium and Steady-State Enzyme Systems (Book 44 изд.). Wiley Classics Library. ISBN 0471303097.

## Spoljašnje veze
- TDP-4-oxo-6-deoxy-alpha-D-glucose-3,4-oxoisomerase+(dTDP-3-dehydro-6-deoxy-alpha-D-galactopyranose-forming) на 